# Doksy (okres Kladno)
Doksy jsou obec v okrese Kladno ve Středočeském kraji. Rozkládají se asi šest kilometrů jihozápadně od Kladna. Žije zde přibližně 1 700 obyvatel. PSČ zdejší pošty je 273 64.

## Poloha a přírodní podmínky
Obec se rozkládá ve zvlněné krajině na samotném okraji Křivoklátské vrchoviny – zhruba 3 km od CHKO Křivoklátsko. Nadmořská výška se pohybuje od 368 m na jihovýchodním okraji obce do cca 414 m v severozápadní zástavbě obce; obecní úřad je ve výšce 396 m nad mořem. Obcí prochází silnice II/606, bývalý hlavní tah z Prahy na Karlovy Vary – provoz je přenesen na dálnici D6 míjející obec z jižní strany.
Územím obce protéká Loděnický potok, na němž se v katastru obce nachází dva rybníky – středověký rybník Nohavice a rybník Hrázský. Ten byl roku 1870 vysušen a r. 2011 obnoven. Do Loděnice se v Hrázském rybníku vlévá Rozdělovský potok.

## Historie

### Vznik a první držitelé
Z nálezů předhistorických lze uvést jen bronzovou dýku.
Obec je poprvé písemně zmiňována roku 1385, kdy byl jejím vlastníkem Jakoubek z Dokes (Jacubconi de Dokzie). V místech okolo nynější kapličky stával statek s tvrzí, která se postupně stala vladyckým sídlem, tvrz zanikla v cca 16. století. Doksy po roce 1398 vlastnil Bedřich z Ervěnic, roku 1405 Petr a Jan z Dokes a Myslína a po roce 1413 je zmiňován oblíbenec Václava IV. Chval z Ovčína. Dále zdědila ves jeho manželka Markéta. Roku 1454 bylo ve Slaném provoláno Markétino věno, které roku 1464 dostal Jindřich z Vraného a z Kladna. Dalším držitelem se stal Jan Bepták z Medvídkova a poté roku 1485 Rudolf z Medvídkova. Tito rytíři však ve zdejší tvrzi nebydleli a ta začala chátrat. 
Ves tehdy zasahovala do dvou panství, které ves pomyslně rozdělily na dvě části (na východní, tzv. tachlovickou a na západní, tzv. smečenskou). Ves zůstala takto rozdělena až do zrušení poddanství.

#### Tachlovická část
V 16. století ji získal Zdeněk Kladenský z Kladna, po jeho smrti připadla roku 1543 jeho synovci Oldřichu Žďárskému ze Žďáru a dále jeho rodu. Když rod v roce 1688 po meči vymřel, ves připadla k doberskému statku, který vlastnila Polyxena Ludmila Žďárská ze Žďáru (sestra posledního mužského příslušníka). Panství poté zdědil její syn Jaroslav Florián. Ten pak Doksy prodal roku 1705 hraběti Karlu Jáchymovi Bredovi k tachlovickému panství.
Roku 1732 ves koupila k Buštěhradu Anna Marie Františka Toskánská, po 9 letech přešel na vévody Bavorské, roku 1805 na rod Habsburský a po 42 letech k soukromým statkům císařským v Čechách.

#### Smečenská část
Tento díl vsi držel Delfín Haugvic, potom jeho syn Ruprecht. Roku 1545 je prodal Jiřímu Žejdlicovi ze Šenfeldu na Zvoleněvsi. Jeho vnuk Ladislav při pobělohorských konfiskacích o tuto část přišel. Dne 4. února 1623 ji koupil Jaroslav Bořita z Martinic na Smečně a u jeho rodu (a panství) nakonec zůstala do r. 1741, kdy část přešla na vévody bavorské a vystřídala stejné vlastníky jako část druhá.
Za třicetileté války se obešli všichni (až na jednoho hospodáře) bez újmy. Zmiňovanému hospodáři prý jeden z vojáků vtrhl do domu a když ho hospodář urazil, byl do krve zbit.
Od r. 1932 má obec školu, do té doby musely děti docházet do přeplněné školy v Družci.

### Kamenictví
První využití zdejšího pískovce proběhlo nejspíš někdy v šestém století. Doklady o dobývání tohoto pískovce, nyní zvaného "Žehrovák" (dle vedlejší obce Kamenné Žehrovice) máme pak z doby Karla IV. – pískovec byl posléze využit při stavbě Karlova mostu či svatovítské katedrály. Vyráběly se z něj opracováním také mlýnské kameny, hraniční mezníky, kamenná schodiště nebo rámy oken a dveří. Většina lomů byla jámová – tzn. založena v rovinatém terénu. Největší rozvoj zažila těžba během 19. století ‒ v naprosto největším rozkvětu zde pracovalo více než 300 dělníků. Poté se začaly práce ukončovat. V roce 1914 v lomech pracovalo už pouze 15 starých kameníků. Poslední práce byly ukončeny v roce 1924, kdy odešel poslední kameník ‒ pan František Bečka. Ve zdejším terénu jsou známky po těžbě i nyní velmi znatelné.

### Rok 1932
V obci Doksy (1373 obyvatel) byly v roce 1932 evidovány tyto živnosti a obchody: 2 nákladní autodopravy, autodrožka, 2 holiči, 6 hostinců, kolář, konsum Včela, 4 krejčí, mlýn, 3 obuvníci, porodní asistentka, pekař, 2 řezníci, 9 obchodů se smíšeným zbožím, stavební družstvo, 3 trafiky, truhlář, zámečník, 2 zedničtí mistři.

### Lehké opevnění
V jihozápadní části obce se nachází jeden zachovalý objekt lehkého opevnění vzor 37 (A4/17/A-180), součástí tzv. Pražské čáry. Nyní je zrekonstruovaný do podoby z roku 1938 a pořádají se v něm muzejní prohlídky. V okolí je dodnes zachováno mnoho trosek odstřelených bunkrů stejného typu.

### Znak
Dne 29. 11. 1995 udělil předseda Poslanecké sněmovny Milan Uhde obci znak. V jeho levé polovině se nachází stříbrné lekno zakončené pěti kořínky, znak rodu Bořitů z Martinic. V pravé polovině je poté válečný dobývací žebřík, znamení rodu Bredů, kteří také vlastnili část dokeského zboží.

### Územněsprávní začlenění
Dějiny územněsprávního začleňování zahrnují období od roku 1850 do současnosti. V chronologickém přehledu je uvedena územně administrativní příslušnost obce v roce, kdy ke změně došlo:
- 1850 země česká, kraj Praha, politický okres Smíchov, soudní okres Unhošť[11]
- 1855 země česká, kraj Praha, soudní okres Unhošť[11]
- 1868 země česká, politický okres Smíchov, soudní okres Unhošť[11]
- 1893 země česká, politický okres Kladno, soudní okres Unhošť[12]
- 1939 země česká, Oberlandrat Kladno, politický okres Kladno, soudní okres Unhošť[13]
- 1942 země česká, Oberlandrat Praha, politický okres Kladno, soudní okres Unhošť[14]
- 1945 země česká, správní okres Kladno, soudní okres Unhošť[15]
- 1949 Pražský kraj, okres Kladno[16]
- 1960 Středočeský kraj, okres Kladno[17]

## Seznam starostů
| Pořadí | Jméno              | Funkce     | Bydliště | Poznámka |
| ------ | ------------------ | ---------- | -------- | --- |
| 1.     | Václav Doubrava    | 1878–1896  | čp. 25   | majitel mlýna Nohavice                                                                                       |
| 2.     | Václav Valenta     | 1896–1900  | čp. 18   | |
| 3.     | Václav Čermák      | 1900–1904  | čp. 20   | |
| 4.     | Václav Tvrzník     | 1904–1905  | čp. 12   | |
| 5.     | Vojtěch Podpěra    | 1905–1910  | čp. 32   | |
| 6.     | František Pokorný  | 1910–1911  | čp. 10   | |
| 7.     | Rudolf Votava      | 1911–1916  | čp. 70   | |
| 8.     | Václav Pokorný     | 1916–1919  | čp. 10   | předseda obec. správní komise                                                                                |
| 9.     | Tomáš Melen        | 1919–1920  | čp. 93   | |
| 10.    | Václav Mertl       | 1920–1922  | čp. 171  | |
| 11.    | Karel Šefčík       | 1922–1924  | čp. 89   | |
| 12.    | Antonín Novák      | 1924–1932  | čp. 143  | |
| 13.    | Antonín Valenta    | 1932–1935  | čp. 18   | Okresní úřad jmenoval obecní správní komisi v čele se starostou Antonínem Valentou.                          |
| 14.    | Antonín Koula      | 1935–1939  | čp. 63   | Původně byl zvolen p. František Čermák, zemský úřad jej však neuznal a jmenoval starostou p. Antonína Koulu. |
| 15.    | Miloslav Pavelka   | 1939–1945  | čp. 14   | jmenován vládním komisařem                                                                                   |
| 16.    | Václav Junek       | 1945–1951  | čp. 254  | |
| 17.    | Václav Rohan       | 1951–1969  | čp. 68   | |
| 18.    | Miloslav Pavelka   | 1969–1976  | čp. 14   | |
| 19.    | Josef Havlů        | 1976–1978  | čp. 243  | |
| 20.    | Bohumil Roček      | 1978–1990  | čp. 16   | |
| 21.    | Jiří Junek         | 1990–2018  | čp. 5    | nejdéle ve funkci                                                                                            |
| 22.    | Stanislav Machulka | 2018–dosud | čp. 28   | |

## Obyvatelstvo
| Rok            | 1848 | 1857 | 1864 | 1870 | 1880 | 1890 | 1900 | 1910 | 1921 | 1930 | 1940 | 1950 | 1960 | 1970 | 1980 | 1990 | 2000 | 2003 | 2004 |
| -------------- | ---- | ---- | ---- | ---- | ---- | ---- | ---- | ---- | ---- | ---- | ---- | ---- | ---- | ---- | ---- | ---- | ---- | ---- | ---- |
| Počet domů     | 51   | 65   | 66   | 67   | 88   | 89   | 126  | 136  | 158  | 226  | 266  | 272  | 300  | 294  | 320  | 358  | 388  | 404  | 410  |
| Počet obyvatel | 315  | 458  | 540  | 531  | 595  | 749  | 1072 | 1178 | 1241 | 1373 | 1470 | 1137 | 1241 | 1116 | 1140 | 1105 | 1080 | 1140 | 1150 |

## Doprava
- Silniční doprava – Obcí prochází silnice II/606 Pletený Újezd – Doksy – Stochov – Nové Strašecí. Okrajem katastrálního území obce vede dálnice D6, nejblíže je exit 16 (Velká Dobrá) ve vzdálenosti 3 km.
- Železniční doprava – Železniční trať ani stanice na území obce nejsou. Nejblíže obci je železniční stanice Kladno-Rozdělov ve vzdálenosti 2,3 km ležící na trati 120 z Prahy do Rakovníka. Poté se ve vzdálenosti 2,5 km nachází železniční stanice Kamenné Žehrovice ležící také na trati 120 z Prahy do Rakovníka.
- Autobusová doprava – V obci se nachází dvě autobusové zastávky (Doksy a Doksy,Most), ve kterých od prosince 2019 zastavují tři autobusové linky s pravidelným jízdním řádem a jedna s nepravidelným:[19]
  - linka 305 (Rakovník,Aut.st. – Řevničov – Velká Dobrá – Praha,Zličín),
  - linka 365 (Stochov,Náměstí – Velká Dobrá – Unhošť,Nám. – Praha,Motol),
  - linka 629 (Kladno,Aut.nádr. – Doksy – Družec,Náměstí – (o víkendech Bratronice,Dolní Bezděkov))
  - linka 404 (Rakovník,Aut.st. – Nový Dům – Velká Dobrá – Praha,Zličín) – s nepravidelným jízdním řádem

## Kultura a volný čas
- Přírodní divadlo Doksy, obnovené přírodní divadlo u fotbalového hřiště
- SK Doksy, fotbalový klub
- sportovní hala Doksy v Sokolské ulici
- Klub Vojenské Historie Doksy
- Klub důchodců
- Komunitní centrum "Družstevní"
- Komunitní centrum "SK Doksy"

## Pamětihodnosti
- Kaple svatého Jana Nepomuckého z roku 1763 společně se sochou sv. Jana Nepomuckého na návsi
- Náhrobek zavražděné služky z roku 1675 u rybníka Nohavice

## Další fotografie

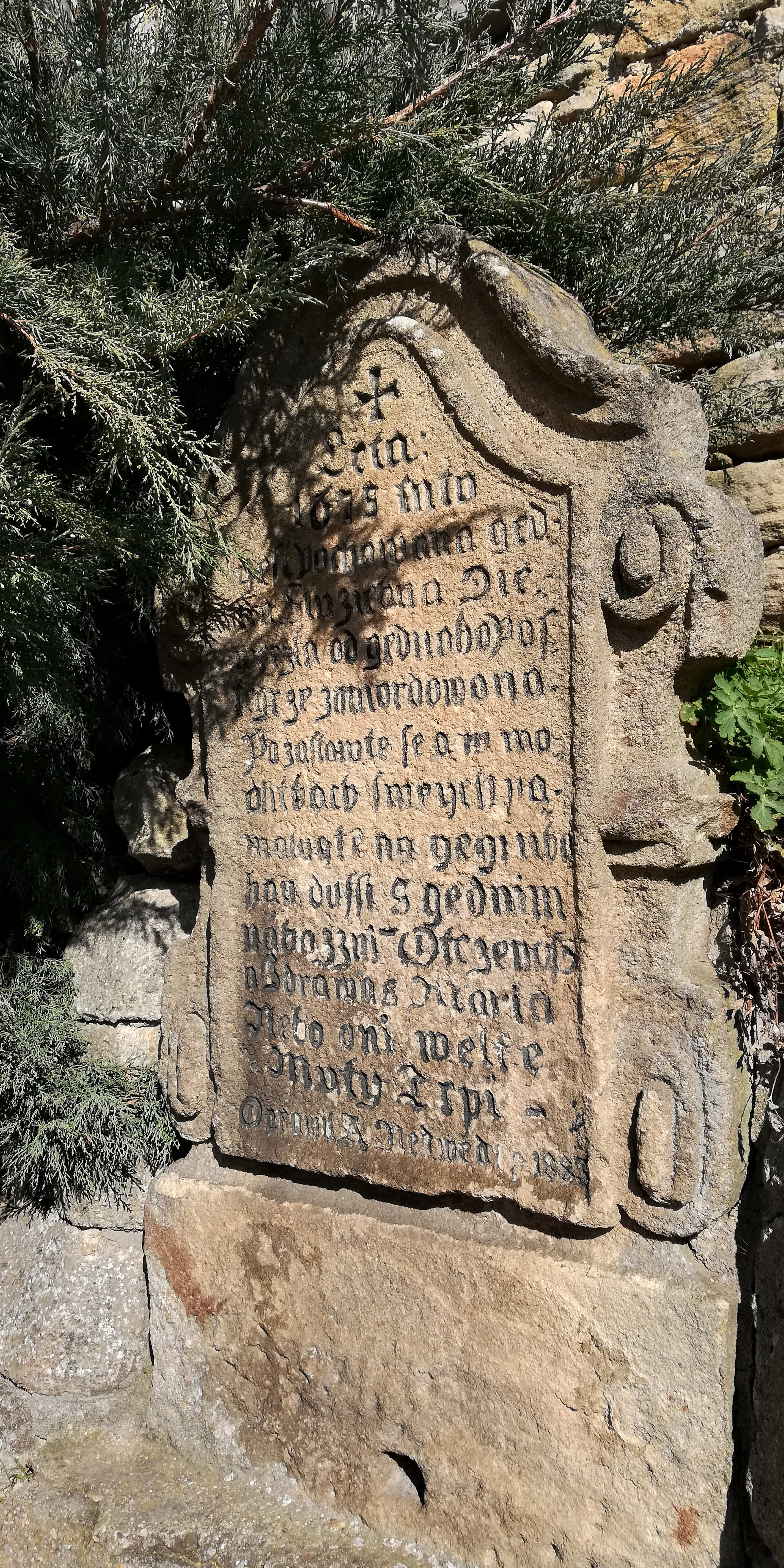
Pomník zavražděné služky z roku 1675
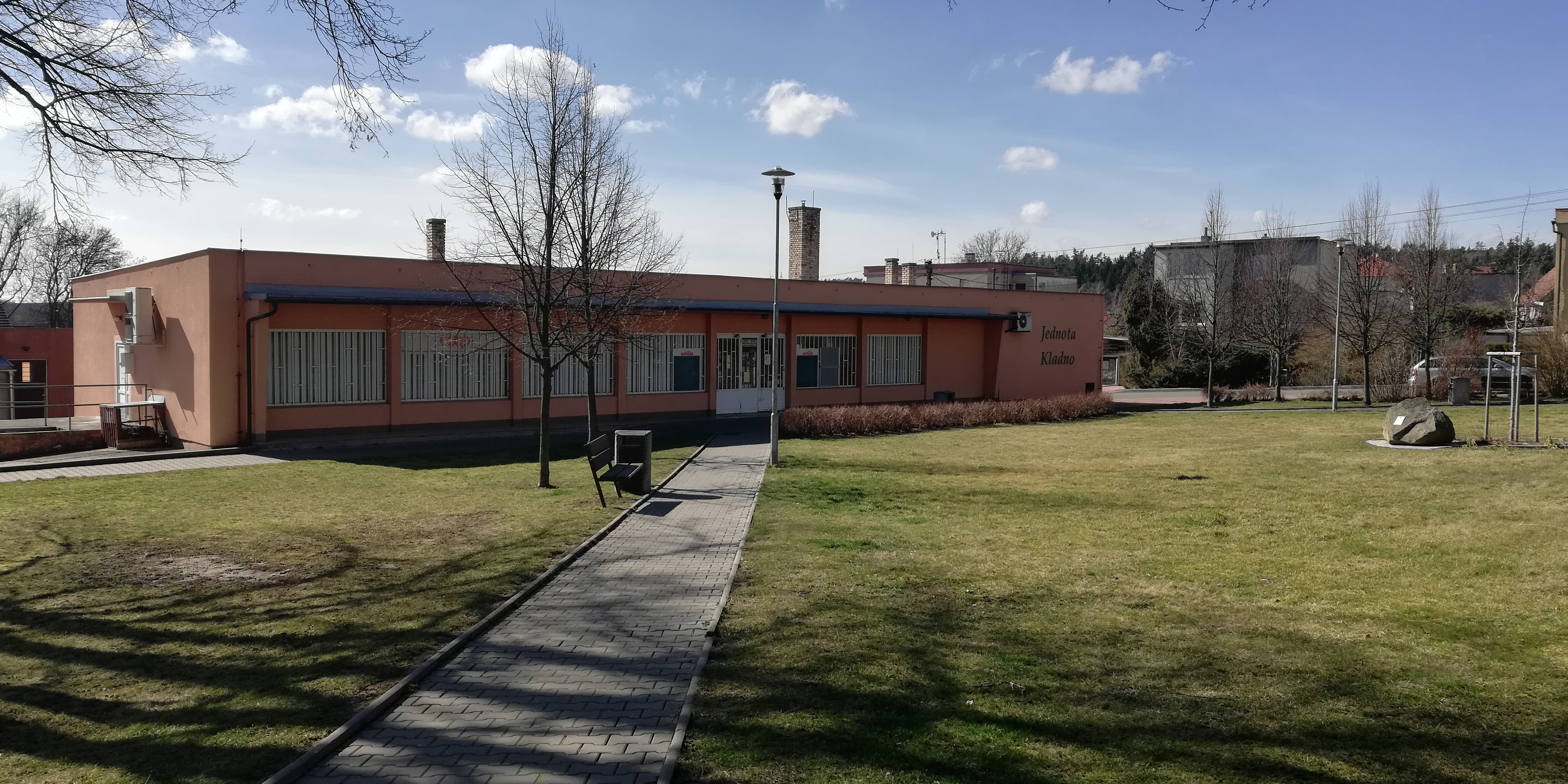
Dokeská jednota Coop

## Partnerské obce
28. června 2008 byla podepsána dohoda o partnerství mezi Svazem obcí Valle di Ledro (sestávajícím z obcí: Molina di Ledro, Pieve di Ledro, Bezzecca, Concei, Tiarno di Sotto a Tiarno di Sopra; od roku 2010 jsou sloučeny do jedné obce s názvem Ledro) na straně jedné a osmi českými městy a obcemi (Příbram, Všeň, Milín, Buštěhrad, Nový Knín, Ptice, Chyňava, Doksy) na straně druhé.